# Włodzimierz Schmidt
Włodzimierz Schmidt (* 10. April 1943 in Posen; † 1. April 2023 ebenda) war ein polnischer Schachmeister. Er war in den 1970er und 1980er Jahren der führende polnische Spieler.

## Lebenslauf

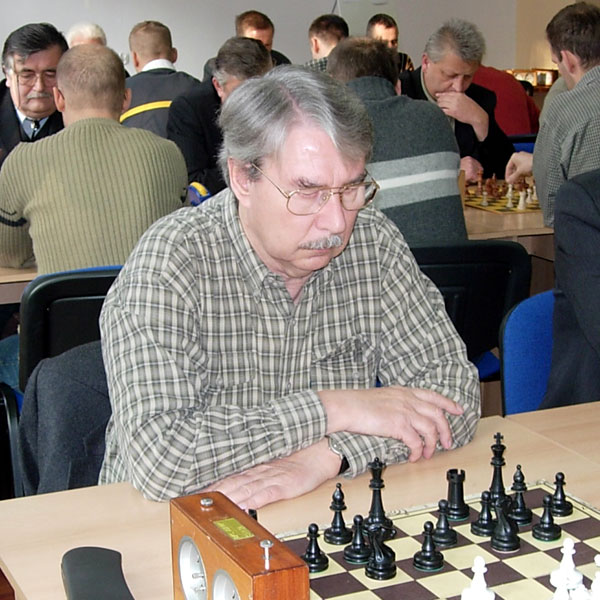
Włodzimierz Schmidt, 2006

Schmidt lernte Schach als Neunjähriger, zwei Jahre später begann er mit Trainingsstunden im Schachklub. Er nahm zwischen 1957 und 1960 an vier polnischen Jugendmeisterschaften teil, von denen er zwei gewann. 1962 spielte er erstmals bei einer Landesmeisterschaft der Erwachsenen mit und erzielte Rang drei. Nach dem Studium an der Technischen Universität Posen widmete er sich ab 1966 intensiv dem Schach. Bis 1994 nahm er jedes Jahr an der polnischen Landesmeisterschaft teil, die er sieben Mal für sich entschied. 
Schmidt ist nicht bloß Polens Rekordhalter bei Teilnahmen an den Landesmeisterschaften (28 Mal), sondern auch bei Teilnahmen an Schacholympiaden: Er debütierte 1962 in Warna, wo er 67 Prozent (+8 =4 −3) der möglichen Punkte erzielte. Bis 1994 vertrat er sein Land an 14 Olympiaden, spielte 184 Partien und erreichte dabei eine Erfolgsquote von 56,8 Prozent (+57 =95 −32). Außerdem nahm er mit Polen an den Mannschaftseuropameisterschaften 1973, 1989 und 1992 teil.
In der polnischen Mannschaftsmeisterschaft spielte Schmidt bis 1972 für KS Pocztowiecz Poznań (mit Ausnahme der Austragung 1963, bei der er für Pogoń Wrocław antrat), von 1973 bis 1982 für Maraton Warschau, mit dem er 1973, 1974, 1975, 1976, 1977, 1979 und 1981 polnischer Mannschaftsmeister wurde und an den European Club Cups 1976 und 1979 teilnahm, 1983 und von 1986 bis 1991 für KS Kolejarz Katowice und seit 1993 wieder für KS Pocztowiecz Poznań.
Im Jahre 1968 verlieh ihm die FIDE den Titel Internationaler Meister, 1973 verzichtete er auf eine akademische Laufbahn und entschied sich für das professionelle Schachspielen. Im gleichen Jahr erspielte er in Leipzig die erste Norm für den Großmeistertitel. Nachdem er 1976 in Polanica-Zdrój seine zweite Großmeisternorm erfüllte, wurde ihm als erstem polnischen Spieler seit 1950 dieser Titel verliehen. Schmidt war einer der gefragtesten Schachtrainer in seinem Heimatland. Seit 2004 trug er den Titel FIDE Senior Trainer.
Schmidt starb Anfang April 2023, wenige Tage vor seinem 80. Geburtstag.